# Unité urbaine de Béziers
L'unité urbaine de Béziers est une unité urbaine française centrée sur la ville de Béziers, une des sous-préfectures de l'Hérault, au cœur de la deuxième agglomération du département.

## Données générales
Dans le zonage réalisé par l'Insee en 2010, l'unité urbaine était composée de cinq communes, toutes situées dans le département de l'Hérault, plus précisément dans l'arrondissement de Béziers.
Dans le nouveau zonage réalisé en 2020, elle est composée des cinq mêmes communes.
En 2022, avec 96 554 habitants, elle représente la 2e unité urbaine du département de l'Hérault après l'unité urbaine de Montpellier (1er rang départemental et préfecture du département) et avant l'unité urbaine de Sète (3e rang départemental). Elle devance les deux autres unités urbaines de plus de 20 000 habitants du département que sont Lunel (4e rang départemental) et Agde (5e rang départemental).
En Occitanie où elle se situe, elle occupe le 6e rang régional après l'unité urbaine d'Alès (5e rang régional) et avant l'unité urbaine de Sète qui se positionne au 7e rang régional selon les données du recensement de 2022.
En 2022, sa densité de population s'élève à 712 hab/km2. Par sa superficie, elle représente 2,22 % du territoire départemental mais, par sa population, elle regroupe 7,93 % de la population du département de l'Hérault.

## Composition 2020 de l'unité urbaine
Elle est composée des 5 communes suivantes :
| Nom                    | Code Insee | Département | Statut       | Superficie (km2) | Population (dernière pop. légale) | Densité (hab./km2) | Modifier                                    |
| ---------------------- | ---------- | ----------- | ------------ | ---------------- | --------------------------------- | ------------------ | ------------------------------------------- |
| Béziers (ville-centre) | 34032      | Hérault     | ville-centre | 95,48            | 80 815 (2022)                     | 846                | modifier les données · modifier les données |
| Boujan-sur-Libron      | 34037      | Hérault     | banlieue     | 7,02             | 3 536 (2022)                      | 504                | modifier les données · modifier les données |
| Lignan-sur-Orb         | 34140      | Hérault     | banlieue     | 3,41             | 3 227 (2022)                      | 946                | modifier les données · modifier les données |
| Maraussan              | 34148      | Hérault     | banlieue     | 12,37            | 4 693 (2022)                      | 379                | modifier les données · modifier les données |
| Villeneuve-lès-Béziers | 34336      | Hérault     | banlieue     | 17,31            | 4 283 (2022)                      | 247                | modifier les données · modifier les données |

## Évolution démographique
Après un plus-haut en 1975 à 91 035 habiatnts, la population a stagné jusqu'en 1999 à 80 000 habitants pour croître à nouveau depuis cette date, atteignant un plus-haut à 96 554 habitants en 2022.
| 1968   | 1975   | 1982   | 1990   | 1999   | 2006   | 2011   | 2016   | 2022   |
| ------ | ------ | ------ | ------ | ------ | ------ | ------ | ------ | ------ |
| 86 226 | 91 035 | 85 057 | 81 082 | 80 835 | 84 845 | 85 463 | 91 455 | 96 554 |